# 나카니시 유카
나카니시 유카(中西 優香, なかにし ゆうか, 1989년 1월 24일 - )는 일본 여성 아이돌 그룹 SKE48의 멤버이다. 전 AKB48 연구생 멤버. 아크로스 엔터테인먼트 소속.

## 개요
- 아이치현 출신으로, 연구생 오디션에서 뽑혔던 1기생 18명중 한 명이다.
- 2015년 3월 31일 팀S 사토 미에코와 팀KII 후루카와 아이리와 팀E 코바야시 아미와 연수생 오기노 리사 와 SKE48 졸업.